# Ay (farao)

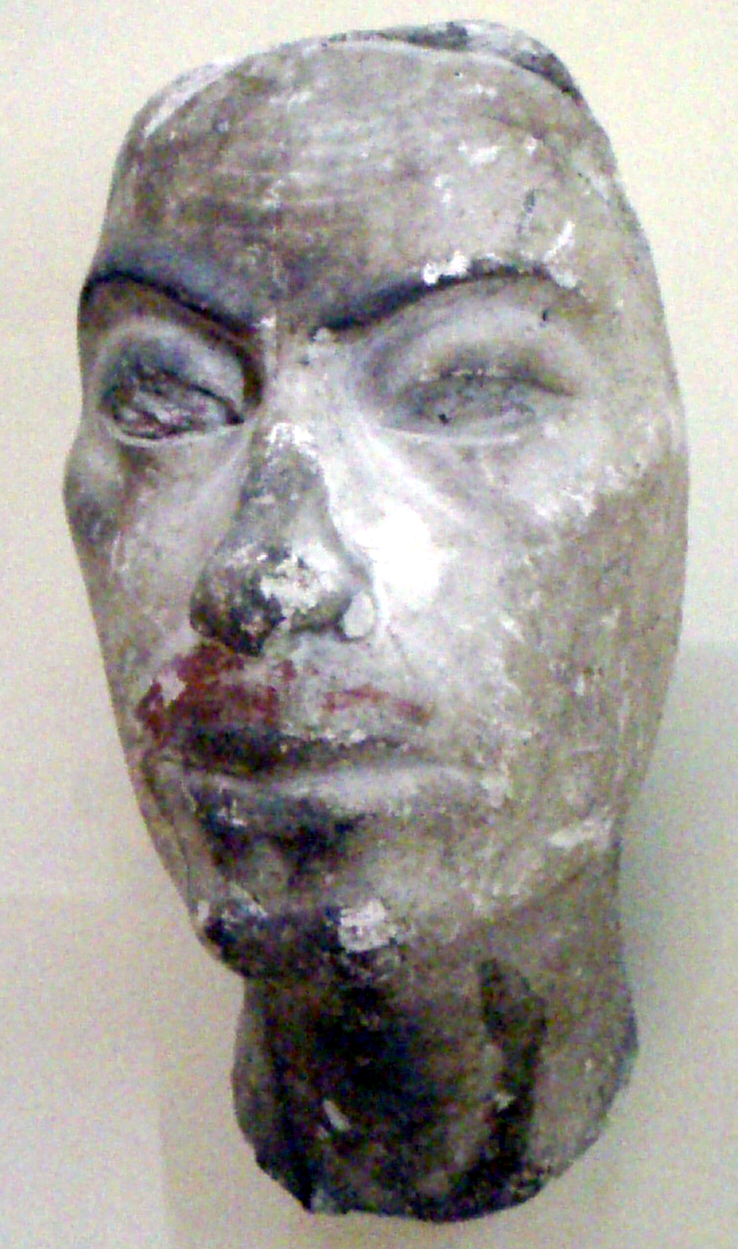
Huvud som förmodas föreställa Ay.

Ay eller Kheperkheprure Ay, en äldre stavning är Eje, var egyptisk farao i artonde dynastin under tiden för Nya riket. Ay, som kommer från Akhmim, regerade under fyra år från 1323 f.Kr. till 1319 f.Kr.

## Biografi
Ay var rådgivare och general till sin föregångare Tutankhamon. Han hade kunnat stiga i graderna genom släktskap, vissa menar att han var far till Akhenatons huvudhustru Nefertiti, medan andra menar att han var halvbror till drottning Tiye, Amenhotep III:s maka, och därigenom Akhenatons morbror. 
Tutankhamon tillträde kungatronen bara 9 år gammal, och var beroende av sina rådgivare Ay och Horemheb i en orolig tid efter den religionsreform som Akhenaton genomfört. Under denna tid återgick man alltmer till den gamla polyteismen, då det etablerade prästerskapet var ursinniga över att ha blivit åsidosatta genom Akhenatons monoteistiska reform. 
När Tutankhamon plötsligt dog, redan som nittonåring, fylldes hans plats av hans vesir, Ay, något som kan ses på gravmålningarna. Ay gifte sig med Tutankhamons änka Ankhesenamun, dotter till Akhenaton och Nefertiti.
Ay är den huvudmisstänkte om Tutankhamon blev mördad. Enligt teorier tyckte Ay att han själv förtjänade tronen, istället för Tutankhamon själv, som bara var en yngling. Ay begravdes sannolikt i KV23 i Konungarnas dal, men hans mumie har aldrig hittats.